# トマス主義
トマス主義（トマスしゅぎ、Thomism）は、トマス・アクィナスの思想ないし教説を奉じる学派をいう。トミズムともいい、その信奉者はトミストと呼ばれる。

## 歴史
トマスの直接の弟子には、トマスの思想を真に理解する継承者はおらず、死後わずか3年の1277年にトマスの思想の一部がカンタベリー大司教キルワービーによって公式に異端として非難されるようになった。
1279年にはフランシスコ会士のウィリアム・ド・ラ・マールによって批判されたが、ドミニコ会は、トマスの教説を修道会の公式教説として擁護し、研究・普及に尽力するようになった。トマスに対する異端の嫌疑が解かれたのは、死後50年後の列聖を待たなければならなかった。
その後、トマス派とヨハネス・ドゥンス・スコトゥスを奉じるスコトゥス派は対立して長らく論争を繰り広げたが、やがてオッカム派の唯名論が台頭すると、スコラ学は崩壊した。
16世紀になると、スペインのサラマンカ大学を中心にドミニコ会士のフランシスコ・デ・ビトリアらの研究をきっかけに復興の兆しを見せ、ドミンゴ・バニェスは、イエズス会のルイス・デ・モリナと神の「恩寵」（gratia）と人間の自由意思をめぐる関係についての「恩寵論争」（恩恵論争）を行なった。やがてイエズス会士のフランシスコ・スアレスの手によって大きな発展を見て、トマスの学説を中心に総合的に体系化し、神学・哲学・法学にわたって大きな影響を与えた。彼らは「後期スコラ学」あるいはサラマンカ学派と称された。
1545年にトリエント公会議が開かれると、聖書と教令集とともに、トマスの神学大全がいつでも参照できるように開かれたまま祭壇上に置かれ、宗教改革に対する「反対改革」の流れの中で、トマスを再評価する動きが大きくなっていった。
デカルト、ロックなどに代表される近代哲学が発展をみると、トミズムはまたもや衰退し、18世紀には急激に衰えた。
19世紀末になると、新トマス主義と呼ばれる復興運動が起り、近代哲学の成果を取り込みつつも、現代的問題の解決にあたるという研究が始まった。
現代では、科学や現象学などの成果を取り込んだ独自の発展を見ている研究も数多い。